# Baunei
Baunei (sardinski: Baunèi) je grad i općina (comune) u pokrajini Nuoru u regiji Sardiniji, Italija. Nalazi se na nadmorskoj visini od 480 metara i ima 3 624 stanovnika.
 Prostire se na 211,90 km2. Gustoća naseljenosti je 17 st/km2.
Susjedne općine su: Dorgali, Lotzorai, Talana, Triei i Urzulei.